# Canville-les-Deux-Églises
Canville-les-Deux-Églises ist eine französische Gemeinde mit 307 Einwohnern (Stand: 1. Januar 2022) im Département Seine-Maritime in der Region Normandie. Die Gemeinde gehört zum Arrondissement Rouen und zum Kanton Yvetot. Die Einwohner werden Canvillais und Canvillaises genannt.

## Geografie
Canville-les-Deux-Églises liegt im Zentrum des Départements, etwa 38 Kilometer nordnordwestlich von Rouen im Pays de Caux.
Umgeben wird Canville-les-Deux-Églises von den sieben Nachbargemeinden:
|            | Bourville Autigny                           | Brametot                  |
| Héberville | Kompassrose, die auf Nachbargemeinden zeigt |                           |
| Gonzeville | Bénesville                                  | Bretteville-Saint-Laurent |

## Bevölkerungsentwicklung
| Jahr                       | 1962 | 1968 | 1975 | 1982 | 1990 | 1999 | 2006 | 2013 | 2020 |
| Einwohner                  | 305  | 248  | 216  | 195  | 239  | 299  | 301  | 338  | 319  |
| Quellen: Cassini und INSEE |      |      |      |      |      |      |      |      |      |

## Sehenswürdigkeiten
- Kirche Saint-Martin aus dem 13. Jahrhundert, Umbauten aus dem 18. Jahrhundert
- Schloss aus dem 17. Jahrhundert

## Persönlichkeiten
- Eugène Julien (1856–1930), Bischof von Arras (1917–1930), geboren in Canville-les-Deux-Églises